# Chấm dứt chiến tranh
Chấm dứt chiến tranh là một nghiên cứu về chiến tranh sẽ kết thúc như thế nào, bao gồm lý thuyết của việc chiến tranh có thể và nên được kết thúc.
Trong so sánh với các khía cạnh khác của chiến tranh, sự nghiên cứu về chấm dứt chiến tranh tương đối hạn chế. Theo Fred Charles Iklé, "Các nhà sử học, chuyên gia đối ngoại, và nhà chiến lược quân sự đã cống hiến suy nghĩ xa hơn hơn với câu hỏi chiến tranh bắt đầu như thế nào và tại sao. Ý tưởng này được lặp lại bởi Gideon Rose, với câu nói:
 Tất cả các kịch bản tàn cuộc và tính quan trọng lịch sử nhận ít sự chú ý hơn những giai đoạn khác của chiến tranh. Một số sách xem các kết thúc của các cuộc chiến tranh cá nhân, và chỉ có phần nhỏ tài liệu học thuật về những gì mà các nhà khoa học chính trị gọi là chấm dứt chiến tranh. Nhưng nhìn chung, các kết thúc được bỏ quên bởi các học giả khi chúng đã được bởi các hoạch định chính sách.
Trong việc nghiên cứu các yếu tố hạn chế và định hình hành động của các nhà hoạch định và các nhà chiến lược trong việc chấm dứt các cuộc chiến tranh, có ba trường phái tư tưởng chính:
1. Chủ nghĩa hiện thực, xem xét rằng chính sách đối ngoại của một quốc gia chủ yếu quan tâm đến các vấn đề an ninh, và coi chính trị quyền lực quốc tế là yếu tố quan trọng nhất;
2. Những người nhìn thấy các yếu tố bên trong, chẳng hạn như ý thức hệ chính trị và chính trị gia đình, là những yếu tố chính;
3. Những người xem xét các yếu tố tâm lý, chẳng hạn như tính cách của các nhà lãnh đạo của một quốc gia, và kinh nghiệm của xã hội trong cuộc chiến gần đây nhất, như hầu hết các công cụ trong việc định hình những hành động của các nhà lãnh đạo trong trận chiến.[3]

Các lý thuyết khác, chẳng hạn như chủ nghĩa hiện thực tân cổ điển, kết hợp các yếu tố này ở mức độ này hay cách khác.